# Pleurotopsis longinqua
Pleurotopsis longinqua är en svampart som först beskrevs av Miles Joseph Berkeley, och fick sitt nu gällande namn av E. Horak 1983. Pleurotopsis longinqua ingår i släktet Pleurotopsis och familjen Tricholomataceae.   Inga underarter finns listade i Catalogue of Life.